# Fernando Casanova (actor)
Fernando Casanova (nacido Fernando Gutiérrez López; Guadalajara, 24 de noviembre de 1922-Ciudad de México, 16 de noviembre de 2012) fue un actor mexicano que entró en el libro de récords Guinness por ser el actor con más papeles estelares de la historia.

## Biografía y carrera
Ante este fracaso, Casanova volvió a las plazas de provincia, pero tras cinco años de luchar por un buen lugar en el toreo, decidió abandonar esta profesión.
En 1946, gracias a su apostura, consiguió iniciar una carrera en el cine con papeles secundarios en cintas clásicas como La vida íntima de Marco Antonio y Cleopatra (1946), La diosa arrodillada (1947), Juan Charrasqueado (1947), Si adelita se fuera con otro (1948), La malquerida (1949), El portero (1950), Él (1952), El mártir del calvario (1952) y Piel canela  (1953), entre otras, en las que trabajó con connotados directores como Emilio "El Indio" Fernández, Luis Buñuel y Roberto Gavaldón y figuras estelares de la época como María Félix, Arturo de Córdova, Pedro Armendáriz, Joaquín Pardavé, Elsa Aguirre, Gloria Marin, Marga López, Sara García, María Luisa Zea, Víctor Parra,  Dolores del Río, Columba Domínguez, Mario Moreno "Cantinflas", David Silva, María Antonieta Pons, Silvia Pinal y Jorge Negrete, quien era la figura estelar de la cinta Si adelita se fuera con otro y le exigió al director Chano Urueta no tener escenas al lado de Casanova, por ser este más alto que él.
Su primera oportunidad como estelar se la dio el productor y pariente Raúl de Anda, quien junto con Alfonso Rosas Priego lo lanzó al estrellato al ofrecerle una cinta que resultaría un fenomenal éxito de taquilla: El águila negra (1953). Poco después, y sin que aún ésta se estrenara, participó en una película que resultó ser otro éxito: Escuela de vagabundos (1954), de Rogelio A. González. En esta última compitió por la atención de la bellísima Miroslava con Pedro Infante, con quien según una anécdota, al morir el ídolo y estando en su funeral, un productor se acercó a Casanova y le dijo "¡Mejor te hubieras muerto tú!".
Ante el éxito de El águila negra, el productor Raúl de Anda planeó una serie de cintas con el personaje como eje central, siendo estas El águila negra en el tesoro de la muerte (1954), El vengador solitario (1954), con Eulalio González "Piporro" como comparsa, El águila negra en la ley de lo fuertes (1956), El águila negra contra los enmascarados de la muerte (1956) y El águila negra contra los diablos de la pradera (1956), en estas tres últimas con Fernando Soto "Mantequilla" como compañero de aventuras. Otro personaje con el que hizo una serie de tres cintas fue "El diablo", con moderado éxito. Por esta época participó en cintas interesantes como Los bandidos de Río Frío (1956) y Pies de Gato (1957) alternando con Luis Aguilar, Cuatro contra el imperio (1955) con Antonio Aguilar, Rebeca Iturbide y Charito Granados, y El hombre del alazán (1958), con Martha Mijares y Flor Silvestre. También filmó con Flor Silvestre la secuela de El hombre del alazán, Luciano Romero (Venganza fatal) (1960).
Hacia la década de 1960, Casanova, ya con una popularidad consolidada, inició una etapa como primera figura del cine de acción mexicano — del cual se le considera como uno de los grandes exponentes, junto a figuras como Mario Almada, Julio Alemán, Armando Silvestre y Valentín Trujiilo — y del llamado "Chili Western", alternando con las figuras de los 60 como Antonio y Luis Aguilar, Rosa de Castilla, Sonia Furió, Armando Silvestre, Javier Solís, David Reynoso, El Santo, Manuel López Ochoa, Julio Aldama y Lucha Villa. Además, filmó un par de cintas en Europa.
En la década de 1970 su participación en cine decayó. No obstante, participó en la comedia Mecánica nacional (1971) de Luis Alcoriza. En las siguientes décadas tuvo una participación constante, tanto en cine como en video-homes, registrando su última aparición en el año 2007. En total, actuó en 178 filmes a lo largo de su carrera.
En 2010 se casó a los 88 años con su pareja de varios años, aunque ya había tenido otros matrimonios.

## Muerte
Falleció en la Ciudad de México el 16 de noviembre de 2012 debido a una complicación pulmonar producida por cáncer de próstata.

## Filmografía

### Cine
- Mecánica nacional (1971)
- Santo en el hotel de la muerte (1963)
- La marca del muerto (1961)
- Los bandidos de Río Frío (1956)
- Soy charro de Rancho Grande (1947)
- El mártir del calvario (1952)
- Puerta joven (1949)